# Cops (programma televisivo)
Cops è un programma televisivo statunitense in forma di documentario che segue gli agenti di polizia durante la normale pattuglia o altre attività. Si tratta di uno dei più longevi programmi USA; è anche il secondo programma prodotto da più tempo dal network Fox.
È stato creato da John Langley e Malcolm Barbour e la prima messa in onda è stata sabato 11 marzo 1989.
Ha incluso 750 episodi solo fino al 21 marzo 2009, vincendo il premio della televisione statunitense nel 1993 e guadagnandosi quattro nomination agli Emmy Awards.
Il 30 settembre 2007, COPS ha iniziato la sua 20ª stagione con un episodio chiamato "20 years caught on tape" (20 anni catturati in pellicola) e il 12 settembre 2009, COPS ha iniziato la sua 22ª stagione.
COPS è trasmesso negli Stati Uniti da Paramount Network (che in precedenza era conosciuto come Spike TV fino al 2018, con ripetizioni delle precedenti stagioni che in precedenza è andato in onda su Fox) in Italia alcune stagioni sono state trasmesse canale televisivo satellitare GXT (ora chiuso)  ed attualmente è in onda sul canale DMAX (Digitale terrestre e bouquet satellitare Sky).
Il programma segue l'attività dei funzionari di polizia grazie ad un equipaggiamento con telecamera indossato dagli agenti stessi. Lo show seguiva la convenzione del Cinéma Vérité, senza narrazione o script di dialogo, commentato interamente dagli ufficiali sulle azioni delle persone con cui erano in contatto. È un esempio di adozione dello stile mosca-sul-muro in una produzione televisiva.
Lo show segue ufficiali di 140 diverse città degli Stati Uniti, ed è stato anche girato ad Hong Kong, Londra e nell'ex Unione Sovietica. Ogni episodio ha la durata di 20 minuti circa, e di solito consiste in tre segmenti.
Il programma è ben noto per la sua sigla, Bad Boys, eseguita dal gruppo reggae Inner Circle.

## Storia
COPS è stato creato da John Langley ed è stato prodotto insieme a Malcolm Barbour. John Langley in passato ha avuto problemi con le autorità per via della droga e questo fatto lo ha ispirato a creare uno show focalizzato sulla vita reale degli agenti di polizia.
Il primo episodio, risalente al 1989, fu girato nella Contea di Broward, Florida.
Il progetto originale era quello di seguire gli agenti durante il lavoro e a casa, ma dopo un po' questo progetto è stato ritenuto troppo artificioso da Langley ed è stato abbandonato.
Alla fine, il formato di tre segmenti senza narratore, senza musica e senza script sarebbe diventato la formula dello show. Il primo segmento è di solito un segmento di azione per appassionare lo spettatore, seguito da due segmenti indipendenti.
Tutti gli episodi di COPS, Con l'eccezione della prima stagione, iniziano con il disclaimer, "COPS è girato sul posto con gli uomini e le donne delle forze dell'ordine. Tutti gli indagati sono innocenti fino a prova contraria in una corte di giustizia". Il disclaimer della prima stagione è stato leggermente diverso, recitando: "COPS è girato sul posto, senza nulla di organizzato. Tutti gli indagati sono considerati innocenti fino a prova contraria in un tribunale di diritto".
Nel giugno 2020, la Paramount Network ha ritirato il programma dal suo palinsesto in risposta alle proteste nazionali contro l'uccisione di George Floyd mentre era sotto la custodia del Dipartimento di Polizia di Minneapolis, annunciando la sua cancellazione giorni dopo.
Il 13 settembre 2021, è stato annunciato che Fox Nation aveva ripreso lo spettacolo. La 33ª stagione è stata presentata per la prima volta il 1º ottobre 2021. Fox Nation avrebbe quindi presentato in anteprima la 34ª stagione dello show il 30 settembre 2022..

## Episodi
| Stagione | Episodi | Episodi | Inizio trasmissione | Fine trasmissione |
| -------- | ------- | ------- | ------------------- | ----------------- |
| 1        | 15      | 15      | 11 marzo 1989       | 17 giugno 1989    |
| 2        | 32      | 32      | 23 settembre 1989   | 5 maggio 1990     |
| 3        | 42      | 42      | 15 settembre 1990   | 31 agosto 1991    |
| 4        | 45      | 45      | 10 agosto, 1991     | 12 dicembre 1992  |
| 5        | 46      | 46      | 15 agosto 1992      | 4 settembre 1993  |
| 6        | 46      | 46      | 7 agosto 1993       | 24 settembre 1994 |
| 7        | 41      | 41      | 14 maggio 1994      | 29 luglio 1995    |
| 8        | 43      | 43      | 29 luglio 1995      | 13 luglio 1996    |
| 9        | 36      | 36      | 31 agosto 1996      | 26 luglio 1997    |
| 10       | 36      | 36      | 6 settembre 1997    | 1º agosto 1998    |
| 11       | 36      | 36      | 12 settembre 1998   | 18 settembre 1999 |
| 12       | 36      | 36      | 11 settembre 1999   | 29 luglio 2000    |
| 13       | 40      | 40      | 20 maggio 2000      | 7 luglio 2001     |
| 14       | 36      | 36      | 1º settembre 2001   | 21 settembre 2002 |
| 15       | 36      | 36      | 4 maggio 2002       | 1º novembre 2003  |
| 16       | 41      | 41      | 26 aprile 2003      | 2 ottobre 2004    |
| 17       | 36      | 36      | 15 maggio 2004      | 6 agosto 2005     |
| 18       | 36      | 36      | 10 settembre 2005   | 22 luglio 2006    |
| 19       | 36      | 36      | 10 settembre 2006   | 28 luglio 2007    |
| 20       | 38      | 38      | 8 settembre 2007    | 2 agosto 2008     |
| 21       | 36      | 36      | 7 settembre 2008    | 25 luglio 2009    |
| 22       | 36      | 36      | 12 settembre 2009   | 31 luglio 2010    |
| 23       | 22      | 22      | 11 settembre 2010   | 18 giugno 2011    |
| 24       | 22      | 22      | 10 settembre 2011   | 7 aprile 2012     |
| 25       | 16      | 16      | 15 dicembre 2012    | 4 maggio 2013     |
| 26       | 22      | 22      | 14 settembre 2013   | 8 marzo 2014      |
| 27       | 34      | 34      | 12 luglio 2014      | 9 maggio 2015     |
| 28       | 33      | 33      | 20 giugno 2015      | 30 aprile 2016    |
| 29       | 33      | 33      | 4 giugno 2016       | 22 aprile 2017    |
| 30       | 33      | 22      | 17 giugno 2017      | 13 novembre 2017  |
| 30       | 33      | 11      | 22 gennaio 2018     | 21 maggio 2018    |
| 31       | 33      | 33      | 4 giugno 2018       | 20 maggio 2019    |
| 32       | 33      | 33      | 3 giugno 2019       | 11 maggio 2020    |
| 33       | 33      | 33      | 1º ottobre 2021     | 8 luglio 2022     |
| 34       | 17      | 17      | 30 settembre 2022   | 31 marzo 2023     |
| 35       |         |         | 7 aprile 2023       |                   |

## Curiosità
- In un episodio, che ha avuto luogo nel 1998 ad Atlanta, un agente di polizia-cameraman del Las Vegas Police Department (Dipartimento di polizia di Las Vegas) che stava seguendo un agente del distretto di Atlanta ha dovuto far cadere la telecamera e assistere l'agente di polizia nell'arresto di un sospetto che faceva wrestling. L'ufficiale di Atlanta, si è scoperto, era stato gravemente ferito durante l'inseguimento a piedi, e, nel frattempo, il tecnico audio Steve Kiger aveva preso la telecamera e aveva continuato la registrazione dell'arresto. Il fatto non si nota molto perché il cameraman era vestito in tenuta tattica e nessuno si accorse che c'era proprio l'operatore di ripresa di fronte alla telecamera.
- Nel film della DreamWorks Pictures Shrek 2 è presente in una breve scena, una parodia della serie Cops. Nel cartone è chiamata "KNIGHTS" e il filmato girato dalla polizia, appunto dei cavalieri, mostra un inseguimento di Shrek umano, il Gatto con gli Stivali e Ciuchino.
- Nella serie televisiva My Name Is Earl, nella seconda e nella terza stagione, ci sono 3 episodi in cui si fa credere che quelli di Cops siano venuti a fare le riprese a Camden County (ovvero dove è ambientata la serie). Gli episodi sono per l'appunto chiamati: I nostri COPS in tv! e Ancora Cops!.
- All'inizio dell'episodio de I Simpson Il triplice bypass di Homer, Homer assiste in Tv a una parodia della serie, Poliziotti a Springfield (Cops: in Springfield), con il commissario Winchester e il corpo di polizia di Springfield.
- In un episodio della settima stagione di X-Files, si assiste all'unione delle due serie.
- Il cortometraggio del 1997 Troops è una parodia della serie Cops con gli stormtrooper imperiali di Guerre stellari al posto dei veri agenti di polizia.
- Nel film Minority Report, ambientato in un ipotetico 2054, si può vedere uno spot dello show con Tom Cruise come protagonista.

## Critica
Lo show è stato criticato per la sua attenzione soprattutto sulle attività criminali tra i poveri. I critici dicono che questo show presenta ingiustamente i poveri come i maggiori responsabili dei crimini nella società, mentre si ignorano i crimini dei bianchi che sono tipici dei più ricchi. 
Si nota un uso completamente sproporzionato della violenza delle forze di polizia locale nei confronti di persone ai margini della società: barboni, senza tetto o alcolizzati. Nessun rispetto per i diritti della persona, nessuna tutela dei più deboli. Strumenti di costrizione fisica come cappucci, catene, sedie di costrizione. Arresto preventivo ammanettamento con violenza fisica senza la formalizzazione di alcun reato.
I dipartimenti di polizia di Chicago, Detroit, Honolulu e Orlando hanno rifiutato le richieste di riprese nelle loro città. Il vicedirettore dell'ufficio stampa del dipartimento di polizia di Chicago Patrick Camden ha dichiarato in risposta alle richieste delle riprese di COPS che "il lavoro della polizia non è un intrattenimento. Quello che fanno banalizza la polizia di quartiere. Non abbiamo mai nemmeno preso in considerazione seriamente le riprese."